# Гран-Басам
Гран-Баса́м (фр. Grand-Bassam) — город в Кот-д’Ивуар, расположенный к востоку от Абиджана. Французская колониальная столица с 1893 по 1896 год, когда администрация была перенесена в Бинжервиль после вспышки жёлтой лихорадки. Гран-Басам оставался главным портом колонии до 1930-х годов, когда эта функция отошла Абиджану.
Историческая часть города включена в список объектов Всемирного наследия ЮНЕСКО в 2012 году.
В своей стране, Кот-дИвуар, город занимает 14е место по численности населения и 2е место в регионе, округ Комоэ. Среди всех городов мира занимает риблизительно 5283 место. Данные о городском населении постоянно изменяются и в большинстве случаев невозможно сделать точный подсчет. Дата основания поселения или первого упоминания неизвестны. Находится в северном полушарии Земли.

## Уроженцы
- Моро, Матильда – художница.